# Maciej Kwaśniewicz
Maciej Kwaśniewicz (Kwaśniowicz), łac. Matthiae Kwasniowic, (ur. w Kurzelowie, zm. 5 października 1633 w Krakowie) – bakałarz i profesor teologii Akademii Krakowskiej, kanonik kolegiaty św. Anny i św. Floriana w Krakowie, bibliofil.

## Życiorys
Urodził się w Kurzelowie (dawne województwo sandomierskie, obecnie powiat włoszczowski).
W dniu 14 października 1595 rozpoczął studia w Akademii Krakowskiej. Niższe święcenia przyjął 21 grudnia 1602 roku, tytuł bakałarza uzyskał w 1604 roku, zaś magisterium w 1611.